# Derek Lam
Derek Lam (San Francisco, 1967) è uno stilista statunitense di origini cinesi.

## Biografia
Il più giovane di tre figli, i suoi genitori gestivano un'azienda di importazione di abbigliamento dall'Asia, mentre i suoi nonni gestivano una sartoria di abiti da sposa. Già da bambino mostra grande interesse nella moda.
Lam si diploma presso la Parsons School of Design nel 1990, ed inizia a lavorare come assistente di Michael Kors dove rimane per quattro anni. Dopo essersi trasferito a Hong Kong, Lam ritorna a New York per essere designato vicepresidente della lina Kors di Michael Kors. Nel 2003 Derek Lam lancia la propria linea di abbigliamento, che a settembre 2003 debutta alla settimana di moda di New York. Nel 2005 vince il CFDA Perry Ellis Swarovski Award per i nuovi stilisti. Oltre alle linee di abbigliamento, Derek Lam lancia anche collezioni di calzature e gioielleria, e dal 2010 una collezione di accessori venduti attraverso il sito sito web.
Derek Lam lavora anche come direttore creativo per la linea prêt-à-porter ed accessori di Tod's.